# کانی (داغستان)
کانی (به لاتین: Kani) یک منطقهٔ مسکونی در روسیه است که در شهرستان کولینسکی واقع شده است.